# Rathkea octopunctata
Rathkea octopunctata is een hydroïdpoliep uit de familie Rathkeidae. De poliep komt uit het geslacht Rathkea. Rathkea octopunctata werd in 1835 voor het eerst wetenschappelijk beschreven door M. Sars. 